# Calochortus simulans
Calochortus simulans là một loài thực vật có hoa trong họ Liliaceae. Loài này được (Hoover) Munz miêu tả khoa học đầu tiên năm 1968.